# Jorge Palatsí
Jorge Palatsí Gallego (ur. 18 lutego 1988 w La Salzadella) – hiszpański piłkarz występujący na pozycji bramkarza w Cultural Leonesa.